# Campeonato Mundial de Atletismo de 2013 - 10000 m feminino
A prova dos 10000 metros feminino do Campeonato Mundial de Atletismo de 2013 foi disputada no dia 10 de agosto no Estádio Lujniki, em Moscou.

## Recordes
Antes desta competição, os recordes mundiais e do campeonato nesta prova eram os seguintes:
| Tipo                  | Atleta        | Tempo    | Local  | Data                  | Ref |
| --------------------- | ------------- | -------- | ------ | --------------------- | --- |
|                       | Junxia Wang   | 29:31:78 | Pequim | 8 de setembro de 1993 | ver |
| Recorde do campeonato | Berhane Adere | 30:04:18 | Paris  | 23 de agosto de 2003  | ver |

## Medalhistas
| Ouro                  | Prata                | Bronze                 |
| Tirunesh Dibaba (ETH) | Gladys Cherono (KEN) | Belaynesh Oljira (ETH) |

## Cronograma
| Data         | Hora  | Evento |
| ------------ | ----- | ------ |
| 11 de agosto | 21:05 | Final  |

Todos os horários são horas locais (UTC +4)

## Resultado final
A corrida foi iniciada às 21:05. 
| Classificação.    | Atleta                 | Nacionalidade  | Tempo    | Nota |
| ----------------- | ---------------------- | -------------- | -------- | ---- |
| Medalha de ouro   | Tirunesh Dibaba        | Etiópia        | 30:43.35 |      |
| Medalha de prata  | Gladys Cherono         | Quênia         | 30:45.17 |      |
| Medalha de bronze | Belaynesh Oljira       | Etiópia        | 30:46.98 |      |
| 4                 | Emily Chebet           | Quênia         | 30:47.02 | PB   |
| 5                 | Hitomi Niiya           | Japão          | 30:56.70 | PB   |
| 6                 | Shitaye Eshete         | Bahrein        | 31:13.79 | SB   |
| 7                 | Selly Chepyego Kaptich | Quênia         | 31:22.11 | PB   |
| 8                 | Shalane Flanagan       | Estados Unidos | 31:34.83 |      |
| 9                 | Ababel Yeshaneh        | Etiópia        | 32:02.09 |      |
| 10                | Christelle Daunay      | França         | 32:04.44 | SB   |
| 11                | Marisol Romero         | México         | 32:16.36 |      |
| 12                | Jordan Hasay           | Estados Unidos | 32:17.93 |      |
| 13                | Ana Dulce Félix        | Portugal       | 32:36.73 |      |
| 14                | Amy Hastings           | Estados Unidos | 32:51.19 |      |
| 15                | Karolina Jarzyńska     | Polónia        | 32:54.15 |      |
| 16                | Juliet Chekwel         | Uganda         | 32:57.02 | NR   |
| 17                | Gulshat Fazlitdinova   | Rússia         | 33:31.49 |      |
| 18 !              | Sabrina Mockenhaupt    | Alemanha       | DNF      |      |
| 18 !              | Lara Tamsett           | Austrália      | DNF      |      |

Legenda
| Recorde mundial       | Recorde mundial (World record)               |                       | Recorde africano                      | Recorde africano (African) |                                           | Q | Classificado por posição (Qualified) |
| Recorde do campeonato | Recorde do campeonato (Championship record)  | Recorde da América    | Recorde da América (Americas)         | q                          | Classificado por melhor tempo (Qualified) |   |                                      |
| Melhor marca do ano   | Melhor marca do ano (World leading)          | Recorde asiático      | Recorde asiático (Asian)              | DNS                        | Não largou (Did not start)                |   |                                      |
| Recorde nacional      | Recorde nacional (National record)           | Recorde europeu       | Recorde europeu (European)            | DNF                        | Não terminou (Did not finish)             |   |                                      |
| Recorde pessoal       | Recorde pessoal do atleta (Personal best)    | Recorde da Oceania    | Recorde da Oceania (Oceania)          | DSQ / DQ                   | Desclassificado (Disqualified)            |   |                                      |
| Recorde da temporada  | Recorde da temporada do atleta (Season best) | Recorde sul-americano | Recorde sul-americano (South America) | NM                         | Sem marca (No mark)                       |   |                                      |